# Mirko Duspara
Mirko Duspara (Derventa, 21. kolovoza 1961.) hrvatski je političar, gradonačelnik Slavonskog Broda.

## Životopis
Osnovnu školu završio je 1976. godine, a srednju 1980. godine, u Slavonskom Brodu. U Banjoj Luci je 1987. godine završio Medicinski fakultet. Bio je dragovoljac Domovinskog rata.
Na poslovima liječnika hitne pomoći radio je od 1988. do 1991. godine, a od 1991. radi u Službi za anesteziju, reanimaciju i intenzivno liječenje Opće bolnice "Dr. Josip Benčević" u Slavonskom Brodu. Zvanje specijaliste anesteziologije, reanimatologije i intenzivnog liječenja stekao je 1996. godine položivši specijalistički ispit. Područje užeg zanimanja su mu hitna i intenzivna medicina.
Član je HSP-a od 1996. do 2012. godine. Gradonačelnik je Slavonskog Broda od 2005. godine što ga čini jednim od rijetkih gradonačelnika koji svoju funkciju obavlja više od 20 godina za redom.

## Vanjske poveznice
- Službena stranica
- Službena stranica HSP Slavonski Brod  Arhivirana inačica izvorne stranice od 14. siječnja 2011. (Wayback Machine)